# سیلیسیم تتراکلرید
سیلیسیم تتراکلرید (به انگلیسی: Silicon tetrachloride) با فرمول شیمیایی SiCl4 یک ترکیب شیمیایی با شناسه پاب‌کم 24816 است. که جرم مولی آن ۱۶۹٫۹۰ g/mol می‌باشد. شکل ظاهری این ترکیب، مایع بی‌رنگ است.
قطبیت : قطبی